# Triacanthella perfecta
Triacanthella perfecta är en urinsektsart som beskrevs av Denis 1926. Triacanthella perfecta ingår i släktet Triacanthella och familjen Hypogastruridae. Inga underarter finns listade i Catalogue of Life.